# Fleš mob
Fleš mob (engl. flash mob) je grupa ljudi koja se iznenada sastaje na unapred dogovorenom mestu, izvede neobični i naizgled besmisleni performans (svi istovremeno otvore kišobrane, svi legnu na pod...) u kratkom vremenu, a zatim se raziđu. Obično su ciljevi zabava, satira ili umetnički performans. Fleš mob se organizuje putem telekomunikacionih tehnologija, drušrvenih medija, or viral emails.
Ovaj termin, skovan 2003. godine, generalno se ne primenjuje na događaje i performanse organizovane u političke svrhe (kao što su protesti), komercijalne reklame, reklamne trikove koji uključuju firme za odnose s javnošću ili plaćene profesionalce. U ovim slučajevima planirane namene za datu društvenu aktivnost, često se umesto toga primenjuje termin pametni mob.
Termin „fleš pljačke“ ili „fleš mob pljačke“, referenca na način na koji se fleš mobovi okupljaju, korišćen je za opisivanje brojnih pljački i napada koje su iznenada počinile grupe tinejdžera. Bil Vasik, začetnik prvih fleš mobova, i brojni drugi komentatori su doveli u pitanje ili se protivili upotrebi „fleš moba“ za opisivanje krivičnih dela. Fleš mob je takođe predstavljen u nekim holivudskim filmskim serijama, kao što je Uhvati ritam.

## Istorija

### Prvi fleš mob
Prve fleš mobove kreirao je na Menhetnu 2003. godine Bil Vasik, stariji urednik Harper's magazina. Prvi pokušaj je bio neuspešan nakon što je ciljana maloprodajna prodavnica obaveštena o planu okupljanja ljudi. Vasik je izbegao takve probleme tokom prvog uspešnog fleš moba, koji se desio 17. juna 2003. u robnoj kući Macy's, tako što je učesnike poslao na preliminarna mesta izvođenja – u četiri bara na Menhetnu – gde su neposredno pre glavnog događaja dobili dalja uputstva o događaju i lokaciji.
Vasik je tvrdio da je kreirao fleš mobove kao društveni eksperiment dizajniran da se podsmeva hipsterima i da istakne kulturnu atmosferu konformizma i želje da se bude insajder ili deo „sledeće velike stvari“. Vancouver Sun je napisao: „Možda mu se to povratilo... [Vasik] je možda umesto toga dao konformizmu mehanizam koji je omogućo da to izgleda nekonformno.“ U drugom intervjuu on je rekao da su „mobovi počeli kao neka vrsta razigranog društvenog eksperimenta koji je trebalo da podstakne spontanost i velika okupljanja da privremeno zauzmu komercijalne i javne površine samo da pokažu da mogu“.

### Presedani i prethodnici
U Tasmaniji u 19. veku, termin fleš mob je korišćen da opiše subkulturu koja se sastoji od zatvorenica, na osnovu izraza fleš jezik za žargon koji su te žene koristile. Australijski termin fleš mob iz 19. veka odnosio se na segment društva, a ne na događaj, i nije pokazao nikakve druge sličnosti sa modernim terminom fleš mob ili događajima koje on opisuje.
Fleš mobovi su počeli kao oblik performansa. Iako su počeli kao apolitičan čin, fleš mobovi mogu imati površne sličnosti sa političkim demonstracijama. Tokom 1960-ih, grupe kao što su Jipies koristile su ulično pozorište da bi izložile javnost političkim pitanjima. Fleš mobovi se mogu posmatrati kao specijalizovani oblik pametnog moba, termin i koncept koji je predložio autor Hauard Rajngold u svojoj knjizi Pametni mobovi: Sledeća društvena revolucija iz 2002. godine.

## Upotreba termina
Prva dokumentovana upotreba termina fleš mob kako se danas razume je bila 2003. godine u blogu objavljenom nakon Vasikovog događaja. Termin je inspirisan ranijim terminom pametan mob.
Fleš mob je dodat u 11. izdanje Sažetog oksfordskog rečnika engleskog jezika 8. jula 2004. godine, gde je naveden kao „neobičan i besmislen čin“ koji ga odvaja od drugih oblika pametnih mobova kao što su tipovi nastupa, protesti i drugi skupovi. Takođe su prepoznate imeničke izvedenice fleš mober i fleš mobovanje. Vebsterov novomilenijumski rečnik engleskog definiše fleš mob kao „grupu ljudi koji se organizuju na Internetu, a zatim se brzo okupe na javnom mestu, urade nešto bizarno i raziđu se“. Ova definicija je u skladu sa prvobitnom upotrebom termina; međutim, mediji i promoteri su kasnije koristili ovaj izraz za označavanje bilo kojeg oblika pametnog moba, uključujući političke proteste; kolaborativni napad uskraćivanja usluga na Internetu; kolaborativne superkompjuterske demonstracije; i promotivna pojavljivanja; od strane pop muzičara. Štampa je takođe koristila termin fleš mob da se odnosi na praksu u Kini gde se grupe kupaca dogovaraju onlajn da se sastanu u prodavnici kako bi sklopili kolektivni ugovor.

## Literatura
- Agar, Jon (2003). Constant Touch: A Global History of the Mobile Phone. Cambridge: Icon. ISBN 9781840464191. OCLC 633650620.
- „Smart mob storms London”. BBC News. 8. 8. 2003. Приступљено 22. 9. 2021.
- Carey, James (1989). Communication as Culture: Essays on Media and Society. New York: Unwin Hyman. ISBN 9780044450641. OCLC 863091901.
- Dickey, Christopher (22. 3. 2004). „From 9/11 to 3/11”. Newsweek. стр. 27—28. Архивирано из оригинала 14. 3. 2004. г. Приступљено 22. 9. 2021.
- Losowsky, Andrew (25. 3. 2004). „A 21st Century Protest”. The Guardian. London. Приступљено 3. 10. 2010.
- Melloan, George (12. 8. 2003). „Whoever Said August Was a Dull Month?”. The Wall Street Journal. стр. A13. Приступљено 22. 9. 2021.
- Shmueli, Sandra (8. 8. 2003). „Flash Mob Craze Spreads”. Technology. CNN. Приступљено 11. 8. 2009.
- „Dadaist Lunacy or the Future of Protest?”. Social Issues Research Centre. Архивирано из оригинала 16. 05. 2008. г. Приступљено 23. 12. 2013.
- Wasik, Bill (март 2006). „My Crowd”. Harper's Magazine. Приступљено 2014-06-18.

## Spoljašnje veze
- Медији везани за чланак Fleš mob на Викимедијиној остави
- Fleš mob u Ohaju